# Legea lui Hess

O reprezentare schematică a legii lui Hess (H reprezintă entalpia)

Legea lui Hess este un principiu folosit în chimie fizică (mai exact în termochimie) care spune că variația totală de entalpie pentru o anumită reacție chimică este aceeași, indiferent dacă aceasta are loc într-o etapă sau mai multe etape.  A fost denumită după chimistul și fizicianul Germain Hess, care a publicat legea în 1840.

## Definire
Legea lui Hess spune că variația de entalpie (ΔH) într-o reacție chimică este independentă de modul în care decurge acea reacție (adică independentă de faza inițială și finală). Altfel spus, dacă o reacție poate să aibă loc pe mai multe căi, variația de entalpia totală va fi aceeași.  ΔH = nr de molixΔHprodus-nr de molixΔH reactant entalpie de formare standard, iar o indică valori pentru starea standard. Aceasta poate fi considerată ca fiind suma dintre două reacții (reale sau imaginare/ipotetice):
Reactanți → Elemente componente

{\displaystyle \Delta H^{\ominus }=-\sum \Delta H_{\mathrm {f} \,(reactanti)}^{\ominus }}
și Elemente → Produși 

{\displaystyle \Delta H^{\ominus }=\sum \Delta H_{\mathrm {f} \,(produsi)}^{\ominus }}

## Utilizare
Cu ajutorul legii lui Hess se poate calcula variația de entalpie pentru o reacție, atunci când nu este posibilă măsurarea directă. La rezultat se ajunge rezolvând o serie de operații algebrice bazate pe ecuațiile chimice ale reacțiilor, doar în cazul în care sunt cunoscute entalpiile de formare pentru fiecare în parte.
Prin adunarea ecuațiilor chimice se obține o ecuație totală, netă. Dacă variația de entalpie se cunoaște pentru fiecare ecuație, atunci rezultatul va fi variația de entalpie pentru ecuația netă obținută:
- Dacă variația e negativă (ΔHnetă < 0), atunci reacția este o reacție exotermă (și cel mai probabil spontană)
- Dacă variația e pozitivă (ΔHnetă > 0), atunci reacția este o reacție endotermă

Pentru determinarea spontaneității unei reacții se poate calcula și entropia.